# جوناثان ويلكس
جوناثان ويلكس (بالإنجليزية: Jon Wilks)‏ هو دبلوماسي بريطاني، ولد في 30 سبتمبر 1967 في Callow End ‏ في المملكة المتحدة.